# Katharine Rayner
Katharine Ann Rayner, flicknamn: Johnson, är en amerikansk filantrop. Hon har varit ledamot för välgörenhetsorganisationen Institute of International Education och New York-baserade teaterkompaniet Circle Repertory Company.
Hon avlade en examen vid Sarah Lawrence College.
Den amerikanska ekonomitidskriften Forbes rankade Rayner som den 55:e rikaste amerikanen och världens 159:e rikaste med en förmögenhet på $8,7 miljarder för den 12 augusti 2017.
Hon är dotter till Anne Cox Chambers, syster till Margaretta Taylor, halvsyster till James Cox Chambers, systerdotter till Barbara Cox Anthony, kusin till Jim Kennedy och Blair Parry-Okeden och dotterson till företagsledaren och politikern James M. Cox.